# Roobaka
Koordinaten: 58° 33′ N, 22° 46′ O

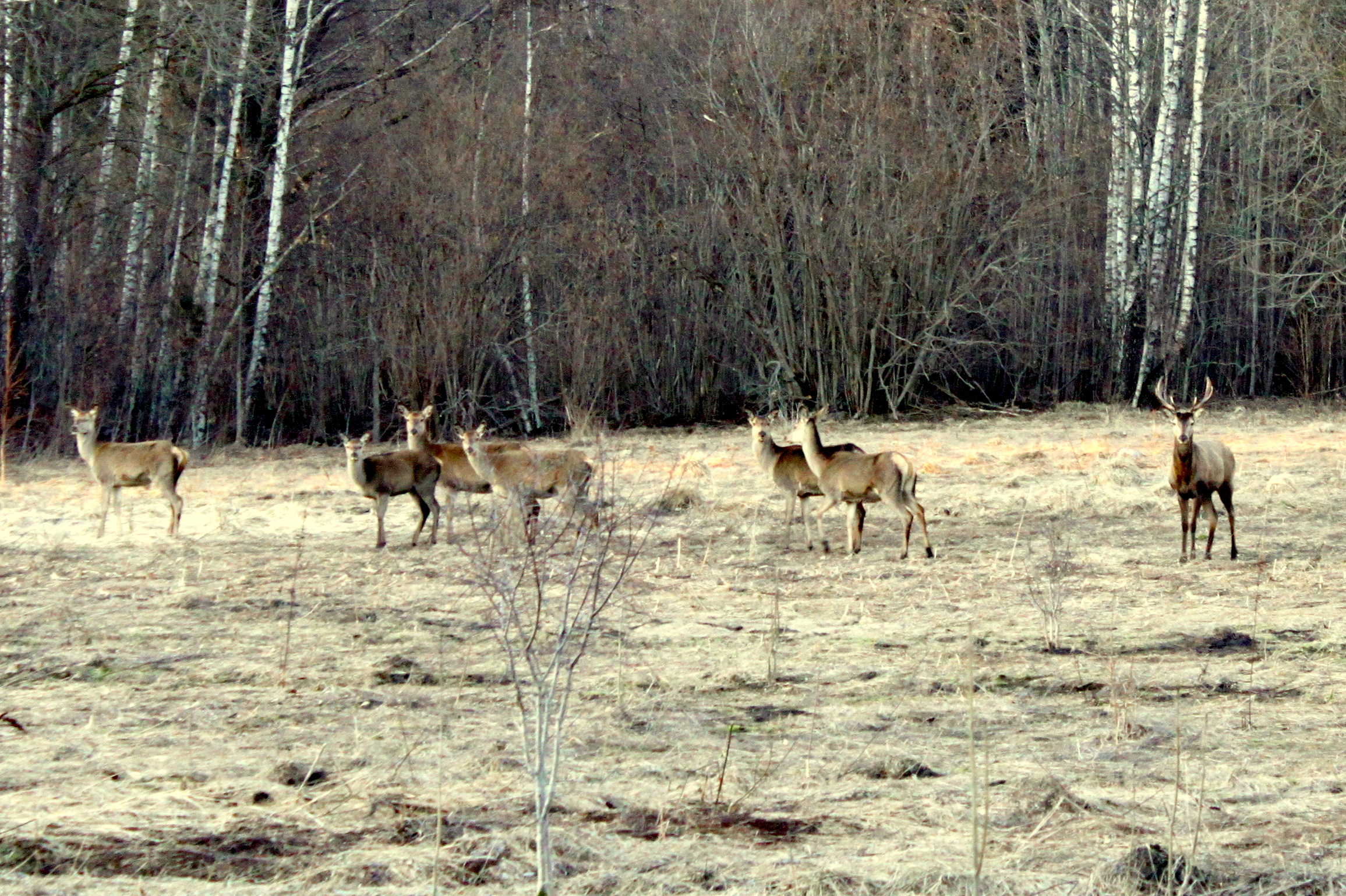
Am Waldrand von Roobaka

Roobaka (deutsch Ropaka) ist ein Dorf (estnisch küla) auf der größten estnischen Insel Saaremaa. Es gehört zur Landgemeinde Saaremaa (bis 2017: Landgemeinde Leisi) im Kreis Saare.

## Einwohnerschaft und Lage
Das Dorf hat 44 Einwohner (Stand 31. Dezember 2011). Es liegt 37 Kilometer nordöstlich der Inselhauptstadt Kuressaare.

## Gut
1517 wurde der Hof Ropecke einem gewissen Johann Tittfer verlehnt. Von 1671 bis 1823 stand er im Eigentum der adligen deutschbaltischen Familie Stackelberg. 1823 ging er in den Besitz der Familie Vietinghoff über. Von 1846 bis zur Enteignung im Zuge der estnischen Landreform 1919 gehörte das Gut der Familie Helmersen.
Das Herrenhaus wurde vermutlich im 19. Jahrhundert errichtet. Es steht heute nur noch als Ruine. Im verwilderten Park sind noch die Überreste einiger Nebengebäude zu finden.